# Okręg wyborczy nr 22 do Senatu Rzeczypospolitej Polskiej
Okręg wyborczy nr 22 do Senatu Rzeczypospolitej Polskiej obejmuje obszar powiatów nowosolskiego, wschowskiego, żagańskiego i żarskiego (województwo lubuskie). Wybierany jest w nim 1 senator na zasadzie większości względnej.
Utworzony został w 2011 na podstawie Kodeksu wyborczego. Po raz pierwszy zorganizowano w nim wybory 9 października 2011. Wcześniej obszar okręgu nr 22 należał do okręgu nr 8.
Siedzibą okręgowej komisji wyborczej jest Zielona Góra.

## Reprezentanci okręgu
| Rok  | Rok                                  | Senator           | Komitet wyborczy         |
| ---- | ------------------------------------ | ----------------- | ------------------------ |
|      | 2011                                 | Robert Dowhan     | Platforma Obywatelska RP |
| 2015 |                                      | Robert Dowhan     | Platforma Obywatelska RP |
|      | 2019                                 | Wadim Tyszkiewicz | KWW Wadim Tyszkiewicz    |
| 2023 | KWW Wadim Tyszkiewicz – Pakt Senacki | Wadim Tyszkiewicz |                          |

## Wyniki wyborów
Symbolem „●” oznaczono senatora ubiegającego się o reelekcję.

### Wybory parlamentarne 2011
| Kandydat                                                                                     | Kandydat         | Komitet wyborczy             | Głosów | Głosów | Głosów |
| Kandydat                                                                                     | Kandydat         | Komitet wyborczy             | Liczba | %      | +/–    |
| -------------------------------------------------------------------------------------------- | ---------------- | ---------------------------- | ------ | ------ | ------ |
|                                                                                              | Robert Dowhan    | Platforma Obywatelska RP     | 43 822 | 46,34  | –      |
|                                                                                              | Robert Paluch    | Prawo i Sprawiedliwość       | 21 098 | 22,31  | –      |
|                                                                                              | Kazimierz Pańtak | Sojusz Lewicy Demokratycznej | 17 422 | 18,42  | –      |
|                                                                                              | Jacek Brzeziński | Polskie Stronnictwo Ludowe   | 12 218 | 12,92  | –      |
| Frekwencja: 40,03% Liczba głosów ważnych: 94 560 (96,34%) Źródło: Państwowa Komisja Wyborcza |                  |                              |        |        |        |

### Wybory parlamentarne 2015
| Kandydat                                                                                    | Kandydat               | Komitet wyborczy                             | Głosów | Głosów | Głosów |
| Kandydat                                                                                    | Kandydat               | Komitet wyborczy                             | Liczba | %      | +/–    |
| ------------------------------------------------------------------------------------------- | ---------------------- | -------------------------------------------- | ------ | ------ | ------ |
|                                                                                             | Robert Dowhan ●        | Platforma Obywatelska RP                     | 39 008 | 40,97  | –5,37  |
|                                                                                             | Robert Paluch          | Prawo i Sprawiedliwość                       | 32 223 | 33,84  | +11,53 |
|                                                                                             | Zdzisław Goździejewski | KKW Zjednoczona Lewica SLD+TR+PPS+UP+Zieloni | 13 909 | 14,61  | –3,81  |
|                                                                                             | Mirosław Gąsik         | Polskie Stronnictwo Ludowe                   | 10 078 | 10,58  | –2,34  |
| Frekwencja: 41,15% Liczba głosów ważnych: 95218 (95,82%) Źródło: Państwowa Komisja Wyborcza |                        |                                              |        |        |        |

### Wybory parlamentarne 2019
| Kandydat                                                                                      | Kandydat            | Komitet wyborczy       | Głosów | Głosów | Głosów |
| Kandydat                                                                                      | Kandydat            | Komitet wyborczy       | Liczba | %      | +/–    |
| --------------------------------------------------------------------------------------------- | ------------------- | ---------------------- | ------ | ------ | ------ |
|                                                                                               | Wadim Tyszkiewicz   | KWW Wadim Tyszkiewicz  | 63 675 | 51,90  | –      |
|                                                                                               | Klaudiusz Balcerzak | Prawo i Sprawiedliwość | 38 646 | 31,50  | –2,34  |
|                                                                                               | Robert Paluch       | KWW Robert Paluch      | 20 375 | 16,61  | –      |
| Frekwencja: 54,02% Liczba głosów ważnych: 122 696 (97,80%) Źródło: Państwowa Komisja Wyborcza |                     |                        |        |        |        |

### Wybory parlamentarne 2023
| Kandydat                                                                                      | Kandydat            | Komitet wyborczy                     | Głosów | Głosów | Głosów |
| Kandydat                                                                                      | Kandydat            | Komitet wyborczy                     | Liczba | %      | +/–    |
| --------------------------------------------------------------------------------------------- | ------------------- | ------------------------------------ | ------ | ------ | ------ |
|                                                                                               | Wadim Tyszkiewicz ● | KWW Wadim Tyszkiewicz – Pakt Senacki | 97 636 | 67,95  | +16,05 |
|                                                                                               | Tomasz Kłosowski    | Prawo i Sprawiedliwość               | 46 060 | 32,05  | +0,55  |
| Frekwencja: 68,46% Liczba głosów ważnych: 143 696 (96,40%) Źródło: Państwowa Komisja Wyborcza |                     |                                      |        |        |        |